# Берта Моризо
Берта Моризо (фр. Berthe Morisot; Бурж, 14. јануар 1841 — Париз, 2. март 1895) је била импресионистички сликар и једина жена која је излагала на „првој изложби импресиониста“ 1874. године.

## Биографија
Моризо је рођена у Буржеу, у Француској у успешној буроанској породици. Она као и њена сестра Едма Моризо одлучују да постану сликарке; када Берта увери родитеље у озбиљност одлуке, наилази на негодовање. Њени родитељи нису желели да им ћерке буду сликари.
Са својих 20 година среће и спријатељује се са важним сликаром пејжаза, припадником Барбизонске школе, Камиј Короом. Стари сликар је почео да учи Берту и њену сестру основама сликања, али их осим тога и представио другим сликарима и учитељима. Под Короовим утицајем, Моризо почиње да се ограничава само на сликање у природи. Као студенти уметности Берта и Едма почињу да раде заједно, све док се Едмина каријера као сликарке није завршила са њеном удајом, после које убрзо добија децу којима се потпуно посвећује немајући више времена за интензивно сликање као што је имала Берта. Сачувана писма између две сестре и данас показује љубав и разумевање, и јединствену везу коју су имале између себе, али и праћено Бертиним кајањем због даљине између њих, као и због Едминог одустајања од уметности. Едма до краја живота наставља да подржава Бертину уметност, и тако породице две сестре остаће блиске до краја.
Моризо је прво излагање имала на Париском салону 1864. с појављивањем два сликара пејжаза, а затим је редовно наставила излагати у Салону све до 1874. године, када је учествовала у првој импресионистичкој изложби.
Око 1867. Моризо упознаје Едуард Манеа. Он развија посебно интересовање за Берту, што доказују бројни портрети укључујући у то чак и портрет Берте Моризо у црном шалу док је у жалости због очеве смрти. Пријатељство међу њима почиње да се јавља: Мане ју је чак једног дана поклонио ногаре за сликање као божићни поклон. Такође се и добровољно јавља у преношењу њених радова у салон, ургирајући на разне начине када није постојало срестава да се нормално транспортују. Једном се десило да Мане погрешно схватио једно од Моризових стандардних самокритика као дозволу да на њеним платнима дода исправке, што је Мане и урадио на Бертино запрепашћење. Мада је традиционално Мане виђен као учитељ док је Моризо била његов присталица, постоје докази да је та веза била другачија и обострана. Доста Манеових слика и потези четкица показује да је као што је Моризо била под Манеовим утицајем, тако је и Мане био под Моризиним утицајем. Одређене Бертине композиције, као и имитацију њеног стила зраче његовим делима, док је Моризо од Монеа развила такозвани уметнички карактер. Моризо је била та која је натерала Манеа да се опроба у сликању у природи, уводећи га притом у круг сликара који су називали себе импресионистима.
Године 1874 Моризо се удаје за Манеовог брата Ежена. Имали су само једно дете, ћерку Жили.
Моризо, заједно са Камиј Писаро, су били једини сликари који су излагали на свим оригиналним импресионистичким излагањима.
Као и њена савременица у годинама које долазе Мери Касат, тако и Берта Моризо је најчешће узимала теме деце, мајки, као и породичних сцена. Окарактерисана и прихваћена као импресиониста, и као члан "haute bourgeoisie", Моризо је сликала са искуством и дневном навиком теме комфора, свакодневнице и имтимности живота породице.
Берта Моризо умире 2. марта, 1895. у Паризу где бива покопана на гробљу Cimetière de Passy. На њеној умрлици писало је да је „без занимања“.
Њене слике се продају и до преко 4 милиона долара у САД.

## Главни периоди стваралаштва

### Обука, 1857–1870
Тешко је ући у траг фазама Моризоове обуке и навести тачне утицаје на њен рад јер никада није била задовољна својим радом и уништила је скоро сва уметничка дела која је произвела пре 1869. Њен први учитељ, Џофри-Алфонс Чокарни, научио ју је основама цртања. После неколико месеци, Моризо је почела да похађа часове које је предавао Гишар. У овом периоду цртала је углавном античке класичне фигуре. Када је Моризо изразила своје интересовање за сликарство на отвореном, Гишард ју је послао да прати Короа и Удиноа. Сликајући на отвореном, користила је аквареле који су лаки за ношење. У то време и Моризот се заинтересовала за пастел.

### Акварели, 1870–1874
Током овог периода, Моризо је и даље било тешко сликање уља на платну, и углавном је радила аквареле. Њен избор боја је прилично уздржан; међутим, деликатно понављање нијанси давало је уравнотежен ефекат. Због специфичности акварела као медија, Моризо је успела да створи прозирну атмосферу и лаган додир, који доприносе свежини у њеним сликама.

### Импресионизам, 1875–1885
Пошто је постала сигурнији у сликању уља на платну, Моризо је истовремено радила уља, аквареле и пастеле, као и Дега. Сликала је веома брзо, али је радила много скица као припрему, тако да је могла да наслика „уста, очи и нос једним потезом киста“. Направила је безброј студија о својим предметима, који су били извучени из њеног живота, тако да се прилично упознала са њима. Када је постало незгодно сликати на отвореном, високо довршени акварели урађени у припремним фазама омогућили су јој да касније настави да слика у затвореном простору.

### Преокрет, 1885–1887
После 1885. у њеним уметничком раду почиње да доминира цртеж. Моризо је активно експериментисао са угљем и оловкама у боји. Њено оживљавање интересовања за цртање мотивисали су њени пријатељи импресионисти, познати по замућеним облицима. Моризо је у овом периоду ставила нагласак на појашњење форме и линија. Поред тога, на њу су утицали фотографија и јапански стил. Она је усвојила стил постављања предмета даље од центра композиције од јапанских графика тог времена

### Синтеза, 1887–1895
Моризо је почела да користи технику квадратуре тачно препише свој цртеж на платно. Користећи ову нову методу, Моризо је била у могућности да креира композиције са компликованијом интеракцијом између фигура. Нагласила је композицију и форме док су њени импресионистички потези и даље остали. Њена оригинална синтеза импресионистичког додира са широким потезима и одсјајима светлости, као и графички приступ јасним линијама, учинили су њена касна дела препознатљива.

## Стил и техника
Пошто је била уметница, слике су јој мушки критичари често означавали као пуне „женског шарма“, због њихове елеганције и лакоће. Године 1890, Моризо је у бележници записала о њеној борби да буде схваћена озбиљно као уметница: „Мислим да никада није постојао мушкарац који је третирао жену као равноправну и то је све што бих тражила, јер знам да ја вредим колико и они“. Њени лагани потези четкицом често су доводили до тога да критичари користе глагол „effleurer“ (лагано додирнути, четкати о) да опишу њену технику. У свом раном животу, Моризо је сликала на отвореном као други импресионисти да би трагала за истином у посматрању. Око 1880. почела је да слика на негрундованим платнима — техником са којом су Мане и Ева Гонзалес такође експериментисали у то време — и њен рад кистом је постао опуштенији. Године 1888–89, њени потези четкицом прешли су од кратких, брзих потеза до дугих, вијугавих потеза који дефинишу форму. Спољне ивице њених слика често су остајале недовршене, омогућавајући платну да се види и повећавајући осећај спонтаности. После 1885. радила је углавном од прелиминарних цртежа пре него што је почела да слика уља. Често је истовремено радила уљаним бојама, акварелима и пастелом и скицирала користећи различите медије за цртање. Њена дела су скоро увек малих размера.
Моризо ствара осећај простора и дубине употребом боја. Иако је њена палета боја била донекле ограничена, њени колеге импресионисти су је сматрали виртуозном колористом. Обично је експанзивно користила белу да створи осећај транспарентности, било да се користи чисту бела или да је меша са другим бојама. На њеној великој слици Трешња, боје су живље, али ипак наглашавају форму.
Инспирисана Манетовим цртежима, свела је употребу боје на минимум када је конструисала мотив. Одговарајући на експерименте Манеа и Едгара Дега, Моризо је користио једва обојену белу боју да усклади слике. Као и Дега, играла се са три медија истовремено на једној слици: акварелом, пастелом и уљаним бојама. У другој половини своје каријере учила је од Реноара опонашајући његове мотиве. Такође је делила интересовање за одржавање равнотеже између густине фигура и атмосферских особина светлости са Реноаром у њеним каснијим радовима.

## Теме
Сликала је оно што је доживљавала свакодневно. Већина њених слика укључује сцене породице, деце, дама и цвећа, које приказују какав је био живот жена крајем деветнаестог века. Уместо да прикаже јавни простор и друштво, Моризо је преферирала приватне, интимне сцене. Ово одражава културна ограничења њене класе и пола у то време. Као и  колегиница импресионисткиња Мери Касат, фокусирала се на домаћи живот и портрете у којима је могла да користи породицу и личне пријатеље као моделе, укључујући своју ћерку Џули и сестру Едму. Стенографски приказ њеног свакодневног живота одаје снажну наду да ће зауставити пролазни проток времена. Сликањем цвећа, користила је метафоре да прослави женственост. Пре 1860-их, Моризо је сликала предмете у складу са школом Барбизона пре него што се окренуо призорима савремене женствености. Слике попут Колевке (1872), на којима је приказала актуелне трендове за дечији намештај, одражавају њену осетљивост на моду и оглашавање, што би било очигледно њеној женској публици. Њени радови такође укључују пејзаже, баштенске поставке, сцене чамца и теме досаде или муке. Касније у својој каријери Моризо је третирала амбициозније теме, као што су актови. У својим каснијим радовима, често се позивала на прошлост како би се присетила успомена из свог ранијег живота и младости и својих преминулих сапутника.

## Импресионизам
Први пут је излагала у Француском салону са двадесет три године, 1864. године, када је изложила две пејзажне слике. Наставила је да редовно излаже у Салону, уз опште позитивне критике, све до 1873. године, годину дана пре прве изложбе импресиониста. Излагала је са импресионистима од 1874. године, а изложбу је пропустила тек 1878. када јој се родила ћерка.
Наводна приврженост импресиониста светлим бојама, сензуалним површинским ефектима и пролазним чулним перцепцијама навела је бројне критичаре да ретроспективно тврде да је овај стил, некада првенствено бојно поље безбрижних, борбених мушкараца, био инхерентно женствен и најприкладнији за слабије темпераменте жена, оне мањих интелектуалних способности и већег сензибилитета.
Током Моризоове изложбе 1874. са импресионистима, као што су Моне и Мане, критичар Ле Фигароа Алберт Волф приметио је да се импресионисти састоје од „пет или шест лудака од којих је једна жена... [чија] се женска грациозност одржава усред излива луди ум“.
Њена зрела каријера почела је 1872. године. Њен рад је подржавао трговац Дуран-Руел. Он је купио двадесет и две слике. Критичар за Le Temps ју је 1877. описао као „једну праву импресионисткињу у овој групацији“. Одабрала је да излаже под пуним девојачким презименом уместо да користи псеудоним или своје брачно име. Како су се њена вештина и стил побољшали, многи су почели да преиспитују своје мишљење о Моризо. На изложби из 1880. године, многи критичари су оцениле рад Моризо као један од најбољих, укључујући и критичара Le Figaro Алберта Волфа.

## Лични живот
Моризо је потицала из угледне породице, ћерка владиног званичника и пра-нећакиња рококо уметника Жана-Онореа Фрагонара. Упознала је свог дугогодишњег пријатеља и колегу Едуарда Манеа 1868. Увођењем Манеа, Моризо је био ожењен Едуардовим братом, Еженом Манеом 1874. Дана 14. новембра 1878. родила је своје једино дете, Џули, која је често позирала својој мајци и другим импресионистима, као што су Реноар и њен ујка Едуар.
Преписка између Моризоаи Едуара Манеа показује топлу наклоност, а Мане јој је поклонио штафелај као божићни поклон. Моризо је често позирала Манеу и постоји неколико њених портрета које је насликао Мане. Моризо је умрла 2. марта 1895. у Паризу од упале плућа, од које је оболела док је лечила сличну болест њене кћи Џули, чиме је Џули постала сироче у доби од 16 година. Сахрањена је на гробљу Паси.

## Наслеђе
Играла ју је глумица Марин Делтерм у француском биографском ТВ филму из 2012. у режији Каролин Шампетије. Лик Беатрис у Крадљивцима лабудова Елизабет Костове је у великој мери заснован на Моризо.
Она је представљена као „Први импресиониста“ у чланку који је написала Ен Труит у Њујорк Тајмсу 3. јуна 1990.
Мелиса Бардик Хармон, уредница часописа Biography наводи: „Док нам се неки Моризоови радови данас могу чинити као слатки прикази беба у колевкама, у то време су се ове слике сматрале изузетно интимним, јер су предмети везани за бебе припадали искључиво женском свету“.
Године 2019. Музеј Орсе је поставио привремену изложбу Берти Моризо да ода почаст њеном раду.

## Одабрана дела
- Étude, 1864, уље на платну, 60.3 × 73 cm, приватна колекција[29]
- Chaumière en Normandie, 1865, уље на платну, 46 × 55 cm, приватна колекција[30]
- La Seine en aval du pont d'Iéna, 1866, уље на платну, 51 × 73 cm, приватна колекција[31]
- La Rivière de Pont Aven à Roz-Bras, 1867, уље на платну, 55 × 73 cm, приватна колекција – Чикаго[32]
- Bateaux à l'aurore, 1869, пастел на папиру, 19.7 × 26.7 cm, приватна колекција[33]
- Jeune fille à sa fenêtre, 1869, уље на платну, 36.8 × 45.4 cm, приватна колекција
- Madame Morisot et sa fille Madame Pontillon (La Lecture), 1869–1870, уље на платну, 101 × 81.8 cm, National Gallery of Art, Вашингтон[34]
- Vue du petit port de Lorient (The Harbor at Lorient), 1869, уље на платну, 43 × 72 cm, National Gallery of Art, Вашингтон, D.C.
- Le Port de Cherbourg, 1871, крејон и акварел на папиру, 15.6 × 20.3 cm, приватна колекција of Paul Mellon, Апервил, Вирџинија[35]
- Le Port de Cherbourg, 1871, уље на платну, 41.9 × 55.9 cm, приватна колекција of Paul Mellon, Апервил, Вирџинија[36]
- Vue de paris de hauteurs du Trocadéro, 1871, уље на платну, 46.1 × 81.5 cm, Santa Barbara Museum of Art, Калифорнија[37]
- Femme et enfant au balcon, 1871–72, watercolor, 20.6 × 17.3 cm, Art Institute of Chicago[38][39][40]
- Intérieur, 1871, уље на платну, 60 × 73 cm, приватна колекција[41]
- Portrait de Madame Pontillon, 1871, пастел на папиру, 85.5 × 65.8 cm, Louvre – drawings cabinet[42][43]
- L'Entrée du port, 1871, акварел на папиру, 24.9 × 15.1 cm, fr, Bagnols-sur-Cèze – drawings cabinet[44]
- Madame Pontillon et sa fille Jeanne sur un canapé, 1871, акварел на папиру, 25.1 × 25.9 cm, National Gallery of Art, Вашингтон[45]
- Jeune fille sur un banc (Edma Pontillon), 1872, уље на платну, 33 × 41 cm[46]
- Cache-cache, 1872, уље на платну, 33 × 41 cm, Private collection[47]
- Le Berceau, 1872, уље на платну, 56 × 46 cm Musée d'Orsay, Париз
- La Lecture (Edma lisant), also titled L'Ombrelle verte, 1873, уље на платну, 45.1 × 72.4 cm, Cleveland Museum of Art, Ohio[47]
- Sur la plage des Petites-Dalles, 1873, уље на платну, 24.1 × 50.2 cm, Virginia Museum of Fine Arts, Richmond, Virginia[48]
- Madame Boursier et sa fille, 1873, уље на платну, 74 × 52 cm, Virginia Museum of Fine Arts[49]
- Le Village de Maurecourt, 1873, пастел на папиру, 47 × 71.8 cm, приватна колекција[50]
- Coin de Париз vu de Passy, 1873, пастел на папиру, 27 × 34.9 cm, приватна колекција[51]
- Sur la terrasse, 1874, уље на платну, 45 × 54 cm, Musée du Petit Palais, Париз[52]
- In a Villa by the Seaside, 1874, уље на платну,50.2 x 61 cm, Norton Simon Art Foundation, Norton Simon Museum, Pasadena, CA
- Portrait de Madame Hubbard, 1874, уље на платну, 50.5 × 81 cm, Ordrupgaard museum de Copenhagen[53]
- Femme et enfant au bord de la mer, 1874, водене боје на папиру, 16 × 21.3 cm, приватна колекција[54]
- Dans le parc, c. 1874, пастел на папиру, 72.5 × 91.8 cm, Musée des Beaux-Arts de la Ville de Париз, Petit Palais.
- Percher de blanchisseuses, 1875, уље на платну 33 × 40.8 cm, National Gallery of Art,[55] Вашингтон
- Jeune fille au miroir, 1875, уље на платну, 54 × 45 cm, приватна колекција[56]
- Scène de port dans l'île de Wight, 1875, уље на платну, 48 × 36 cm приватна колекција[57]
- Scène de port dans l'île de Wight, 1875, уље на платну, 43 × 64 cm, Newark Museum, Newark, Њу Џерси[58]
- Eugène Manet à l'île de Wight, 1875, уље на платну, 38 × 46 cm приватна колекција[59]
- Avant d'un yacht, 1875, акварел на папиру, 20.6 × 26.7 cm, Sterling and Francine Clark Art Institute, Williamstown, Massachusetts[60]
- Femme à sa toilette, 1875, уље на платну, 46 × 38 cm приватна колекција[61]
- Femme à sa toilette, 1875–1880, hst, dim; 60.3 × 80.4 cm, Coll. Art Institute of Chicago
- Portrait de femme (Avant le théâtre), 1875, уље на платну, 57 × 31 cm, Galerie Schröder & Leisewitz, Bremen[60]
- Jeune femme au bal encore intitulé Jeune femme en toilette de bal, 1876, уље на платну, 86 × 53 cm Musée d'Orsay[62]
- Au Bal ou Jeune fille au bal, 1875, уље на платну, 62 × 52 cm, Musée Marmottan-Monet, Париз
- Jeune Femme arrosant un arbuste, 1876, уље на платну, 40.01 × 31.75 cm, Virginia Museum of Fine Arts, Richmond, Virginia[63]
- Le Corsage noir, 1876, уље на платну, 73 × 59.8 cm National Gallery of Ireland, Даблин[64]
- Le Psyché, 1876, уље на платну, 65 × 54 cm, Thyssen-Bornemisza Museum, Мадрид[65]
- Rêveuse, 1877, пастел на платну, 50.2 × 61 cm, Nelson-Atkins Museum of Art, Kansas City, Missouri[66]
- L'Été, encore intitulé Jeune femme près d'une fenêtre 1878, уље на платну, 76 × 61 cm, Musée Fabre, Montpellier[67]
- Jeune feme assise, 1878–1879, уље на платну, 80 × 100 cm, приватна колекција Њујорк Сити[68]
- Jeune fille de dos à sa toilette, encore intitulé Femme à sa toilette 1879, уље на платну, 60.3 × 80.4 cm Art Institute of Chicago[69]
- Le Lac du Bois de Boulogne (Jour d'été), 1879, 45.7 × 75.3 cm, National Gallery, Лондон[70]
- Dans le jardin (Dames cueillant des fleurs), 1879, уље на платну, 61 × 73.5 cm, Nationalmuseum Stockholm[71]
- Jeune femme en toilette de bal (Young Woman in Evening Dress), 1879, уље на платну, 71 x 54 cm, Musée d’Orsay, Париз[72]
- Hiver, 1880, уље на платну, 73.5 × 58.5 cm, Dallas Museum of Art[73]
- Deux filles assises près d'une table, 1880, крејон и акварел на папиру 19,6 × 26.6 cm приватна колекција, Немачка
- Bateaux sur la Seine. c. 1880, 25.5 × 50 cm. 1984.
- Plage à Nice 1881–1882, акварел на папиру 42 × 55 cm, Nationalmuseum Стокхолм[74]
- Le Port de Nice, 1881–1882, уље на платну, 53 × 43 cm приватна колекција[75]
- Le Port de Nice, 1881–1882, уље на платну, 41 × 55 cm приватна колекција[76]
- Le Port de Nice 1881 (?)third version format 38 × 46 cm conserved at Dallas Museum of Art
- Le Thé, 1882, уље на платну, 57.5 × 71.5 cm, Fondation Madelon Vaduz, Лихтенштајн[77]
- Le Port de Nice, 1881–1882, уље на платну, 53 × 43 cm приватна колекција[75]
- La Fable, 1883, уље на платну, 65 × 81 cm приватна колекција[78][79]
- Le Jardin (Femmes dans le jardin) (1882–1883) уље на платну, 99.1 × 127 cm, Sara Lee Corporation, Чикаго[80]
- Eugène Manet et sa fille au jardin 1883, уље на платну, 60 × 73, приватна колекција[81]
- Dans le jardin à Maurecourt, 1883, уље на платну, 54 × 65 cm, Toledo Museum of Art[82]
- Le Quai de Bougival, 1883, уље на платну, 55.5 × 46 cm, Nasjonalgalleriet, Осло[83]
- Julie et son bateau (Enfant jouant), 1883, акварел на папиру, 25 × 16 cm, приватна колекција[84]
- La Meule de foin 1883, уље на платну, 55.3 × 45.7 cm, приватна колекција, Њујорк[85][86]
- Dans la véranda, 1884, уље на платну, 81 × 10 cm, приватна колекција[87]
- Julie avec sa poupée, 1884, уље на платну, 82 × 10 cm, приватна колекција[88]
- Petite fille avec sa poupée (Julie Manet), 1884, пастел на папиру, 60 × 46 cm, приватна колекција[89]
- Sur le lac, 1884, уље на платну, 65 × 54 cm, приватна колекција[90]
- The Artist's Daughter, Julie, with her Nanny, c. 1884, уље на платну, Minneapolis Institute of Art[91][92]
- Autoportrait, 1885, пастел на папиру, 47.5 × 37.5 cm, Art Institute of Chicago[93]
- Autoportrait avec Julie, 1885, уље на платну, 72 × 91 cm, приватна колекција[94]
- Jeune femme assise au Bois de Boulogne, 1885, акварел на папиру, 19 × 28 cm, Metropolitan Museum of Art, Њујорк City[95]
- La Forêt de Compiègne, 1885, уље на платну, 54.2 × 64.8 cm, Art Institute of Chicago[96]
- Le Bain (Jeune file se coiffant), 1885–1886, уље на платну, 81.1 × 72.3 cm, Art Institute of Chicago[97]
- Dans la salle à manger, 1885–1886, уље на платну, 61.3 × 50 cm, National Gallery of Art[98]
- Le Lever, 1886, уље на платну, 65 × 54 cm, collection Durand-Ruel[99]
- Intérieur à Jersey (Intérieur de cottage), 1886, уље на платну, 50 × 60 cm, Musée communal des beaux-arts d'Ixelles[100]
- Femme s'essuyant, 1886–1887, пастел на папиру, 42 × 41 cm, Non localisé[101]
- Julie avec un chat, 1887, drypoint, 14.5 × 11.3 cm, National Gallery of Art, Вашингтон[102]
- Nu de dos, 1887, charcoal on paper, 57 × 43 cm, приватна колекција[103]
- Éventail en médaillon, 1887, watercolour on silk fan, приватна колекција[104]
- Portrait de Paule Gobillard, 1887, coloured pencil on paper, 27.9 × 22.9 cm, Reader's Digest Association, Њујорк[105]
- Le Lac du Bois de Boulogne, 1887, акварел на папиру, 29.5 × 22.2 cm, National Museum of Women in the Arts, Вашингтон[106]
- Fillette lisant (La lecture), 1888, уље на платну, 74.3 × 92.7 cm, Museum of Fine Arts (St. Petersburg, Florida)[107]
- Jeune Fille dans un parc (Young Girl in a Park), 1888–1893, уље на платну, 90 × 81 cm, Musée des Augustins, Toulouse
- Berthe Morisot and Julie Manet, c.1888–1890, drypoint, 18.42 x 13.49 cm, Minneapolis Institute of Art, Minneapolis[108]
- La Cueillette des oranges, 1889, pastel, 61 × 46 cm, Musée d'art et d'histoire de Provence, Grasse[109]
- La Petite Niçoise (The Small Girl from Nice), 1889, уље на платну, 64 × 52 cm, Musée des Beaux-Arts de Lyon
- Sous l'oranger (Julie), 1889, уље на платну, 54 × 65 cm, приватна колекција[110]
- L'Île du Bois de Boulogne, 1889, уље на платну, 68.4 × 54.6 cm, National Gallery of Art, Вашингтон[111]
- Le Flageolet (Julie Manet et Jeanne Gobillard), 1891, уље на платну, 56 × 87 cm, приватна колекција[112]
- Le Cerisier 1891, 1891, уље на платну, 138 × 88.9 cm, приватна колекција, Вашингтон[113]
- Étude pour Le Cerisier, 1891, пастел на папиру, 45.7 × 48.9 cm, The Reader's Digest Association[114]
- Julie Manet avec son lévrier, 1893, уље на платну, 73× 80 cm, Musée Marmottan-Monet, Париз[115]
- Les Enfants de Gabriel Thomas, 1894, уље на платну, 100 × 80 cm, Musée d'Orsay, Париз[116]
- La Coiffure, 1894, уље на платну, 100 × 80 cm, Буенос Ајрес[117]
- Jeune fille aux cheveux noirs, 1894, оловка и акварел, 23.1 × 16.8 cm, Philadelphia Museum of Art, Филаделфија[118]